# Edu A.
Eduardo Aguiar (Rio de Janeiro, 1 de dezembro de 1962), mais conhecido como Edu Aguiar. ou Edu A. , é um artista compositor, produtor musical, letrista, arranjador e cantor brasileiro.
Seus trabalhos iniciais foram lançados com o codinome de "Banda Filhos de Platão", o que segundo o conhecido crítico e ex-Editor da Billboard  e  jornalista musical Pedro Só, trata-se da identidade de uma  "banda-de-um-homem-só".
Músico tardio, iniciou-se no violão apenas depois dos 40 anos de idade, e num curto espaço de apenas 2 anos lançou seus dois primeiros trabalhos, contando com participações ou mesmo parcerias de diversos nomes conhecidos da música e da literatura brasileira, como Arnaldo Brandão, Lenine, Ivan Santos, Ferreira Gullar, Mingo Araújo, Ary Dias, Kiko Horta e Ruy Faria entre outros.
No Uruguai em 2016 assina sua primeira co-autoria com um artista daquele País, com a canção "Hombre Rana" (música de Edu Aguiar  e letra de Mandrake Wolf), com o renomado artista uruguaio Alberto Mandrake Wolf, que sai no  primeiro disco ao lado da sua nova Banda "Los Druidas",  e  que no ano de 2018 conquista os três troféus Grafite nas categorias mais importantes  daquela premiação local. Posteriormente no decorrer do ano de 2019 surgem mais duas novas coautorias com os artistas locais Rossana Taddei e posteriormente outra com Fernando Cortizo.
Seu  3o. e novo trabalho,  "Entropia", lançado no início de 2019,  contou com diversos novos parceiros nas coautorias musicais, entre os quais os grandes  Luiz Tatit, Suely Mesquita, Carlos Rennó, Alexandre Lêmos, Bráulio Tavares, Roberto Bozzetti, a poetisa uruguaia Emmi Finnozzi, a poetisa fluminense Li Vereza e o poeta alagoano Adriano Nunes, entre outros, além de repetir uma nova dobradinha com o ganhador do Grammy Latino  Ivan Santos,  num disco que conta ainda com a participação especial de grandes nomes importantes da MPB, como Zélia Duncan, Geraldo Azevedo, Fred Martins, Eugenio Dale, André Siqueira, Joana Queiroz, Itamar Assiere, Janaína Sales e também nomes conhecidos da música uruguaia, como Carlos Gómez e Gabriela Morgare e Valentina Estol.
Em 2021 lança entre o Brasil, Uruguai e Argentina o single "Mundo Interior", co-autoria com a artista uruguaia Marcella Ceraolo. E nesse mesmo ano inicia a produção de seu novo disco "Rio Adentro" para 2022.
Em 2022 produz no Uruguai  o  lançamento do CD "Río Adentro" em formato Trio, com os artistas uruguaios Eduardo Mauris e a cantora Gabriela Morgare (com a participação especial de Hugo Fattoruso, Sara Sabah, Helena Paglia Rios, Fernando Cortizo, os coros de vozes da Radio Vilardevo e contando com vários músicos do Uruguai  e do Brasil), surgindo assim o "Trio Entre Dos Ríos" com parcerias diversas feitas  com artistas do Uruguai e da Argentina, entre alguns deles,: Hugo Fattoruso, Nico Ibarburu, Sara Sabah, Ro Vayone, Carlos Gómez, Fernando Cortizo, Fernando Villalba, Rossana Tadei,  Cecilia Stanzione, Pippo Spera, e outro, estando previsto o  lançamento ao vivo do disco,  através de diversos  shows    que  ocorrerão  no decorrer de 2023.

## Discografia
- 2022 - "Río Adentro" (em formato Trio, com Eduardo Mauris e Gabriela Morgare, formando o Trio Entre Dos Ríos, CD físico e em todas as plataformas musicais
- 2021 - lançamento do single "Mundo Interior", com a artista uruguaia Marcella Ceraolo, em todas as plataformas musicais
- 2019 - Entropia  (Projeto 1 com Mingo Araújo e Camila Matoso) - CD  físico e em todas as plataformas musicais
- 2012 – Dias de Blumer (Edu A. sob a identidade de "Banda Filhos de Platão) - CD físico e em todas as plataformas musicais
- 2010 – O Outro Lado da Noite (Edu A. sob a identidade de "Banda Filhos de Platão") - CD físico e em todas as plataformas musicais